# Болівар (Західна Вірджинія)
Болівар (англ. Bolivar) — місто (англ. town) в США, в окрузі Джефферсон штату Західна Вірджинія. Населення — 1036 осіб (2020).

## Географія
Болівар розташований за координатами 39°19′27″ пн. ш. 77°45′6″ зх. д. / 39.32417° пн. ш. 77.75167° зх. д. (39.324195, -77.751652).  За даними Бюро перепису населення США в 2010 році місто мало площу 1,13 км², уся площа — суходіл.

## Демографія
Згідно з переписом 2010 року, у місті мешкало 1045 осіб у 498 домогосподарствах у складі 266 родин. Густота населення становила 924 особи/км².  Було 565 помешкань (499/км²).
Расовий склад населення:
| - 93,4 % — білих - 4,5 % — чорних або афроамериканців - 0,3 % — азіатів - 0,2 % — корінних американців |

До двох чи більше рас належало 1,3 %. Частка іспаномовних становила 1,3 % від усіх жителів.
За віковим діапазоном населення розподілялося таким чином: 17,5 % — особи молодші 18 років, 66,4 % — особи у віці 18—64 років, 16,1 % — особи у віці 65 років та старші. Медіана віку мешканця становила 43,7 року. На 100 осіб жіночої статі у місті припадало 85,6 чоловіків;  на 100 жінок у віці від 18 років та старших — 84,2 чоловіків також старших 18 років.
Середній дохід на одне домашнє господарство  становив 66 492 долари США (медіана — 49 236), а середній дохід на одну сім'ю — 80 064 долари (медіана — 70 521). Медіана доходів становила 45 417 доларів для чоловіків та 43 008 доларів для жінок. За межею бідності перебувало 12,2 % осіб, у тому числі 20,0 % дітей у віці до 18 років та 8,1 % осіб у віці 65 років та старших.
Цивільне працевлаштоване населення становило 649 осіб. Основні галузі зайнятості: освіта, охорона здоров'я та соціальна допомога — 29,1 %, публічна адміністрація — 13,3 %, мистецтво, розваги та відпочинок — 12,6 %.